# Luca Ascani

Luca Ascani (Loreto, 29 de junio de 1983) es un ciclista italiano que fue profesional de 2005 a 2012.
En 2007, se coronó campeón de Italia en contrarreloj. Sin embargo, fue dio positivo por EPO al final de esta prueba. Fue desposeído de su título, a favor de Marco Pinotti, siendo sancionado por dos años.

## Palmarés
2005
- 1 etapa de la Vuelta al Lago Qinghai

2007
- Giro de los Abruzzos, más 1 etapa

2010
- Vuelta a Serbia